# Calpurnia (Frau des jüngeren Plinius)
Calpurnia war die (vermutlich dritte) Frau des römischen Senators und Schriftstellers Plinius des Jüngeren.

## Leben
Calpurnias Großvater Lucius Calpurnius Fabatus war ein römischer Ritter, der wie die Familie des Plinius aus Comum (jetzt Como) stammte. Calpurnia selbst wurde nach dem Tod ihrer Eltern von ihrer Tante Calpurnia Hispulla erzogen. Plinius, der mit der Familie schon seit seiner eigenen Jugend bekannt war, heiratete die noch sehr junge Calpurnia während der Herrschaft Trajans, im Jahr 104 n. Chr. Plinius schreibt an die Tante seiner Frau, Hispulla, die jene nach dem Tod des Vaters aufgezogen hat, einen Brief über das Eheverhältnis. An Calpurnia Hispulla schrieb er, dass diese ein Muster an Tugend, Fleiß und Treue sei. Seine Frau stellt er in diesem Brief als die ideale Ehefrau dar.
Calpurnia interessierte sich für die literarischen Tätigkeiten ihres Mannes und ließ sich angeblich durch Eilboten regelmäßig vom Verlauf der Prozesse berichten, in denen er als Anwalt tätig war. Sie vertonte Gedichte ihres Mannes ohne Anleitung eines Musikers, allein aus Liebe.
Calpurnia erlitt eine Fehlgeburt; die Ehe blieb kinderlos. Ihr schlechter Gesundheitszustand erforderte mehrere Kuren, wodurch die Eheleute längere Zeit getrennt leben mussten. Sie begleitete ihren Mann allerdings während dessen Statthalterschaft der Provinz Bithynia et Pontus, reiste aber mit einer Sondergenehmigung des Kaisers nach Rom zurück, als ihr Großvater starb.
In der Briefsammlung des Plinius sind drei Briefe an sie enthalten; in weiteren Briefen wird sie erwähnt.